# París-Tours 2012
La 106.ª París-Tours se disputó el domingo 7 de octubre de 2012 por un trazado de 235,5 kilómetros con inicio en Châteauneuf-en-Thymerais (alrededores de París) y con el tradicional final en la avenida de Grammont en Tours, con varias cotas en el tramo final.
Estuvo encuadrada en el UCI Europe Tour 2011-2012 dentro de la categoría 1.HC (máxima categoría de estos circuitos).
 Formando así un pelotón de 196 corredores (cerca del límite de 200 para carreras profesionales), con 8 ciclistas cada equipo (excepto el Radio-Shack-Nissan que salió con 7 y el Sky que salió con 5), de los que acabaron 156; aunque solo 147 de ellos dentro del "control".
El ganador final fue Marco Marcato, segundo en la pasada edición, gracias a un ataque a 8 km de meta que rompió el pelotón consiguiendo además la velocidad media más alta de las últimas ediciones para conseguir su victoria. Le acompañaron en el podio Laurens De Vreese y Niki Terpstra, respectivamente, que fueron los únicos que aguantaron su ataque aunque no pudieron superarle en el sprint del terceto.

## Recorrido
Por el cuarto año consecutivo, París-Tours empezó del departamento d'Eure-et-Loir, de Châteauneuf-en-Thymerais, a una veintena de kilómetros al noroeste de Chartres. El final estuvo compuesto por tres ascensiones : la cuesta de Crochu, la cuesta de Beau Soleil y la cuesta de l'Epan. La carrera se termina todavía en la avenida de Grammont, larga de 800 metros, o sea 140 en más que el año pasado··.

## Participantes

### Equipos
Figurando en la categoría 1.HC del UCI Europe Tour, París-Tours es por lo tanto abierto a los UCI ProTeams, hasta 70 % de los equipos, a los  Profesional Continental, a las Continental franceses y a un equipo nacional francesa·.
El organizador Amaury Sport Organisation comunicó la lista de los equipos invitados el 4 de septiembre de 2012. 25 equipos participaron en este París-Tours : 14 ProTeams, 9 Profesional Continental y 2 Continentales:
| Nombre del equipo       | País           | Code |
| ----------------------- | -------------- | ---- |
| AG2R La Mondiale        | Francia        | ALM  |
| BMC Racing              | Estados Unidos | BMC  |
| Euskaltel-Euskadi       | España         | EUS  |
| FDJ-Big Mat             | Francia        | FDJ  |
| Garmin-Sharp            | Estados Unidos | GRS  |
| Katusha                 | Rusia          | KAT  |
| Lotto Belisol           | Bélgica        | LTB  |
| Omega Pharma-Quick Step | Bélgica        | OPQ  |
| Orica-GreenEDGE         | Australia      | OGE  |
| Rabobank                | Países Bajos   | RAB  |
| RadioShack-Nissan       | Luxemburgo     | RNT  |
| Saxo Bank-Tinkoff Bank  | Dinamarca      | STB  |
| Team Sky                | Reino Unido    | SKY  |
| Vacansoleil-DCM         | Países Bajos   | VCD  |

| Nombre del equipo             | País           | Code |
| ----------------------------- | -------------- | ---- |
| Accent Jobs-Willems Veranda's | Bélgica        | ACC  |
| Argos-Shimano                 | Países Bajos   | ARG  |
| Bretagne-Schuller             | Francia        | BSC  |
| Cofidis                       | Francia        | COF  |
| Team Europcar                 | Francia        | EUC  |
| Landbouwkrediet-Euphony       | Bélgica        | LAN  |
| Saur-Sojasun                  | Francia        | SAU  |
| Topsport Vlaanderen-Mercator  | Bélgica        | TSV  |
| Team Type 1-Sanofi            | Estados Unidos | TT1  |

| Nombre del equipo  | País    | Code |
| ------------------ | ------- | ---- |
| Auber 93           | Francia | AUB  |
| La Pomme Marseille | Francia | LPM  |

### Favoritos
Greg Van Avermaet (BMC Racing Team), ganador de la anterior edición, concedió con su compañero de equipo Alessandro Ballan un "equipo ofensivo" después su director desportivo Rik Verbrugghe. Las principales esprínteres presentes están Geraint Thomas (Team Sky), Gerald Ciolek (Omega Pharma-Quick Step), Alexander Kristoff (Katusha), el campeón de Francia Nacer Bouhanni (FDJ-Big Mat), Giacomo Nizzolo (RadioShack-Nissan), John Degenkolb (Argos-Shimano), Matti Breschel (Rabobank) y Adrien Petit (Cofidis).
Puncheros formarán también parte de los favoritos : Thomas De Gendt, Björn Leukemans, Marco Marcato (Vacansoleil-DCM), Karsten Kroon (Saxo Bank-Tinkoff Bank), Juan Antonio Flecha (Team Sky), Sylvain Chavanel (Omega Pharma-Quick Step), Jakob Fuglsang, Oliver Zaugg (RadioShack-Nissan), Jonathan Hivert (Saur-Sojasun), Lars Boom, Bauke Mollema (Rabobank), Samuel Dumoulin (Cofidis) y Florian Vachon (Bretagne-Schuller)·.

## Desarrollo
Al kilómetro 2, Sylvain Chavanel (Omega Pharma-Quick Step) ataca, en vano. Tras varias tentativas infructuosas, el francés consigue salir del pelotón al kilómetro 15, en compañía de Michael Hepburn (Orica-GreenEDGE) y Yannick Talabardon (Saur-Sojasun). El trío pone rápidamente unos quince de segundos de adelanto, pues está alcanzado al kilómetro 28 por Jérôme Pineau (Omega Pharma-Quick Step), Karsten Kroon, Michael Mørkøv (Saxo Bank-Tinkoff Bank), Gatis Smukulis (Katusha), László Bodrogi (Team Type 1-Sanofi), Arnaud Gérard (FDJ-Big Mat), Koen de Kort (Argos-Shimano) y Wilco Kelderman (Rabobank). Los 11 hombres de cabeza luego van a aumentar la diferencia, que está de 4 min 50 s después de la primera hora de carrera.
Los AG2R La Mondiale, los Vacansoleil-DCM y los Garmin-Sharp entonces van a enganchar la persecución, pues está a la vez de los BMC Racing Team, asistidos por los Cofidis, de tomar las rienda del pelotón. En Amboise, al kilómetro 171, los escapados tienen solamente 2 min de adelanto, mientras que Pineau, Bodrogi, Kelderman et Hepburn han estado plantados.
Mientras que Juan Antonio Flecha (Team Sky) había alcanzado el grupo de cabeza, Mørkøv falsea compañía a sus compañeros de escape, a 37 kilómetros de la llegada. Estos últimos están recogidos al kilómetro 201. Mørkøv consigue mantener un adelanto de una treintena de segundos sobre el pelotón, que está sacudido por numerosos ataques, notablemente de Flecha. A 23 kilómetros de la llegada, Niki Terpstra (Omega Pharma-Quick Step) ataca, seguido por Marco Marcato (Vacansoleil-DCM), Roy Curvers (Argos-Shimano), Julien Bérard (AG2R La Mondiale), Laurens De Vreese (Topsport Vlaanderen-Mercator), Sébastien Turgot (Europcar) y Laurent Pichon (Bretagne-Schuller). Los 7 corredores alcanzan a Mørkøv aproximadamente 5 kilómetros más lejos. Pero los BMC Racing Team, notamente gracias a Manuel Quinziato, asistidos por los FDJ-Big Mat, van a reducir primero y estabilizar la diferencia después alrededor de 15 s. A 13 kilómetros de la línea, Tony Hurel (Europcar) pues otros corredores van a caer, cortando el pelotón en 2 : Samuel Dumoulin (Cofidis), principalmente, está pillado.
En la cuesta de Beausoleil, Marcato ataca, Mørkøv planta entonces. El italiano está seguido únicamente por Terpstra y De Vreese. Mientras que la diferencia sube a 20 s, Adam Blythe (BMC Racing Team) sale del pelotón a aproximadamente 9 km del destino. El trío luego va a aumentar su adelanto, que está llevada a 30 s. En la cuesta del Epan, mientras que Blythe ha estado recogido, un grupo va a salir del pelotón. Se encuentra con Greg Van Avermaet (BMC RacingTeam ), John Degenkolb (Argos-Shimano), Zdeněk Štybar, Nikolas Maes (Omega Pharma-Quick Step), Björn Leukemans (Vacansoleil-DCM), Jens Keukeleire (Orica-GreenEDGE), Jonathan Hivert (Saur-Sojasun) et Jakob Fuglsang (RadioShack-Nissan). A 5,7 kilómetros de la llegada, Maes cae en una curva muy cerrada. A 5 kilómetros del destino, el trío de cabeza tiene 25 s de adelanto.
Un poco más lejos, Degenkolb vuelve les corredores presentes en la contraataque y pillados por la ataca de Marcato. Mientras que los perseguidores vuelven también, Curvers pone un muy grande relevo para tratar de hacer volver a su leader. Degenkolb va salir a la persecución de los hombres de cabeza a 3 kilómetros de la llegada. Los 3 hombres de cabeza mantienen una diferencia con el allemá de 20 s, pero se miran en el último kilómetros. Degenkolb está así muy cerca de volver a pegar a 300 metros de la línea, pero Marcato lanza el esprint y se impone delante De Vreese et Terpstra. Degenkolb, que se ha puesto a esprintar, fracasa a 6 s. Pichon, Van Avermaet y Leukemans acaban con 12 s de retraso y el resto del grupo de perseguidores, arreglado por Hivert, a 19 s. El esprint del pelotón, compuesto de 54 unidades, está ganado por Blythe devalante Nacer Bouhanni (FDJ-Big Mat), 28 s después el vencedor····. Marco Marcato ganó gracias a este París-Tours "la más imponente victooria de [su] carrera".

## Clasificación final
| Pos. | Ciclista          | Equipo                       | Tiempo          |
| ---- | ----------------- | ---------------------------- | --------------- |
| 1.   | Marco Marcato     | Vacansoleil-DCM              | 4 h 50 min 34 s |
| 2.   | Laurens De Vreese | Topsport Vlaanderen-Mercator | m.t.            |
| 3.   | Niki Terpstra     | Omega Pharma-Quick Step      | m.t.            |
| 4.   | John Degenkolb    | Argos-Shimano                | a 6 s           |
| 5.   | Laurent Pichon    | Bretagne-Schuller            | a 12 s          |
| 6.   | Greg Van Avermaet | BMC Racing                   | m.t.            |
| 7.   | Björn Leukemans   | Vacansoleil-DCM              | m.t.            |
| 8.   | Jonathan Hivert   | Saur-Sojasun                 | a 19 s          |
| 9.   | Jens Keukeleire   | Orica-GreenEDGE              | m.t.            |
| 10.  | Zdeněk Štybar     | Omega Pharma-Quick Step      | m.t.            |

## Carrera sub-23
Es la edición 70 de París-Tours sub-23. Los corredores recorren los 183 últimos kilómetros de la carrera elite, entre Bonneval y Tours. 33 equipos participan a esta edición : 3 comités regionales, 16 equipos DN1, 3 equipos DN2 et 11 estructuras extranjeras. La carrera está anunciada muy abierta, ningún favoritos no desprendiéndose.
Un grupo de 12 corredores escapan a aproximadamente 65 kilómetros de la llegada. El grupo reduce gastos a 5 elementos después las cuestas de Beausoleil et del Epan. Taruia Krainer (Vendée U) ataca a 3 kilómetros de la línea et se impone con 4 s de adelanto sobre Warren Barguil (CC Etupes), vencedor de reciente Tour del Porvenir. Maxime Renault (Sojasun espoirs-ACNC) completa el podio, a 10 s.

### Clasificación
|    | Corredor        | Equipo                      | Tiempo          |
| -- | --------------- | --------------------------- | --------------- |
| 1  | Taruia Krainer  | Vendée U                    | 3 h 49 min 24 s |
| 2  | Warren Barguil  | CC Étupes                   | a 4 s           |
| 3  | Maxime Renault  | Sojasun Espoir-ACNC         | a 10 s          |
| 4  | Fabio Silvestre | Leopard-Trek Continental    | m.t             |
| 5  | Quentin Bernier | CR4C Roanne                 | a 15 s          |
| 6  | Matthias Legley | Soenens-Construkglas        | a 21 s          |
| 7  | Yves Lampaert   | EFC-Omega Pharma-Quick Step | m.t             |
| 8  | Edward Theuns   | VL Technics-Abutriek        | m.t             |
| 9  | Niels Reynvoet  | Lotto Belisol U23           | m.t             |
| 10 | Laurent Evrard  | Pôle Continental Wallon     | m.t             |